# ウィンブルドン選手権

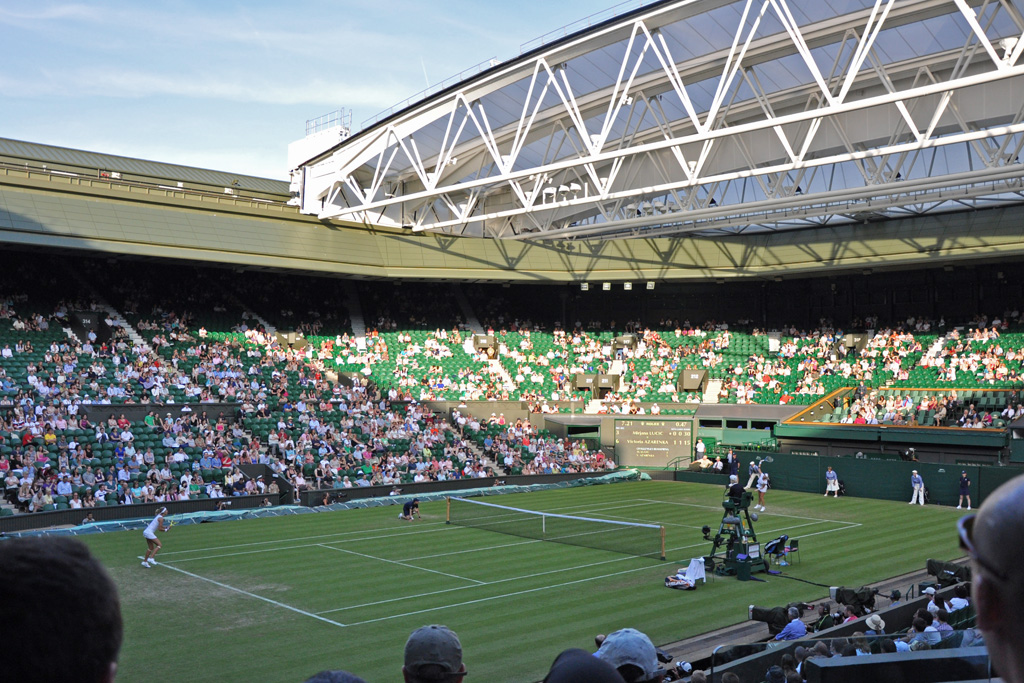
屋根が設置されたセンターコート（2010年）

ウィンブルドン選手権（ウィンブルドンせんしゅけん、英語: Wimbledon Championships）は、イギリス・ロンドンのウィンブルドンで開催されるテニスの4大国際大会の一つである。

## 概要
本大会の名称は、以前は「The Lawn Tennis Championships on Grass」であった。この名称が短縮され、現在は「The Championships」と呼ばれる。日本語では便宜上「全英オープン」と呼ばれる場合もある。
毎年オールイングランド・ローンテニス・アンド・クローケー・クラブを会場とし、原則として6月最終月曜日から2週の日程で開催される。
試合や練習の際には白いウェアを着用する事が義務付けられている事も伝統となっており、これは1884年の同選手権女子シングルス部門の初代優勝者であるモード・ワトソン（イングランド）が白で揃えたウェアを着用していた事に由来する。この規定は色だけにとどまらず、ウェアの形状にも及んでいる。1985年大会で全身タイツのようなウェアを着て試合を行ったアン・ホワイトは翌日にはそのウェアの使用を禁止されている。
優勝決定後の表彰式の準備の手際の良さも見どころの一つである。優勝者には、クラブ会長・ケント公爵エドワード王子からトロフィーが授与される。
イギリスではロイヤルアスコット開催（競馬）、ヘンリー・ロイヤル・レガッタ、並びにこの大会が終わる7月下旬に開催される全英オープン選手権（ゴルフ）と並ぶ社交界最大のイベント、かつイギリスの夏の最高峰のイベントとして知られている。

### ミドル・サンデー
開催期間中の第1週と第2週の中間に位置する日曜日をミドル・サンデーと呼び、この日を休養日として設ける伝統がある。この伝統は一貫して遵守されてきたが、1991年にミドル・サンデーに試合が行われた。雨天による日程の消化不良が深刻化したためだった。1997年と2004年、2016年も同様の理由からミドル・サンデーに試合が行われた。
2022年よりミドル・サンデーは廃止となり、14日間のイベントに変更。これにより、男女シングルス4回戦全試合を行っていたマニック・マンデーは日曜日と月曜日に分散される。
このミドルサンデーの休催廃止の背景には、芝生のメンテナンスの向上をあげている。ウィンブルドンは天然芝のコートであり、試合ごとに芝生が剥げるなどの損傷が著しくなるため、1日のメンテナンスを挟んで、後半戦に備えてきたが、オール・イングランドクラブ会長のヒューイットは、「ここ数年で天然芝コートの保全技術が向上してきたため、休養日を設けることなく、特にセンターコートをケアできるようになった」としており、4回戦（男女合計16試合）を大挙開催する「マニックマンデー（興奮の月曜日）」の日程も、他のメジャー3大会と同様に2日間に分けて開催し、選手の体力的な負担の軽減にもつなげられるとしている。

## 歴史

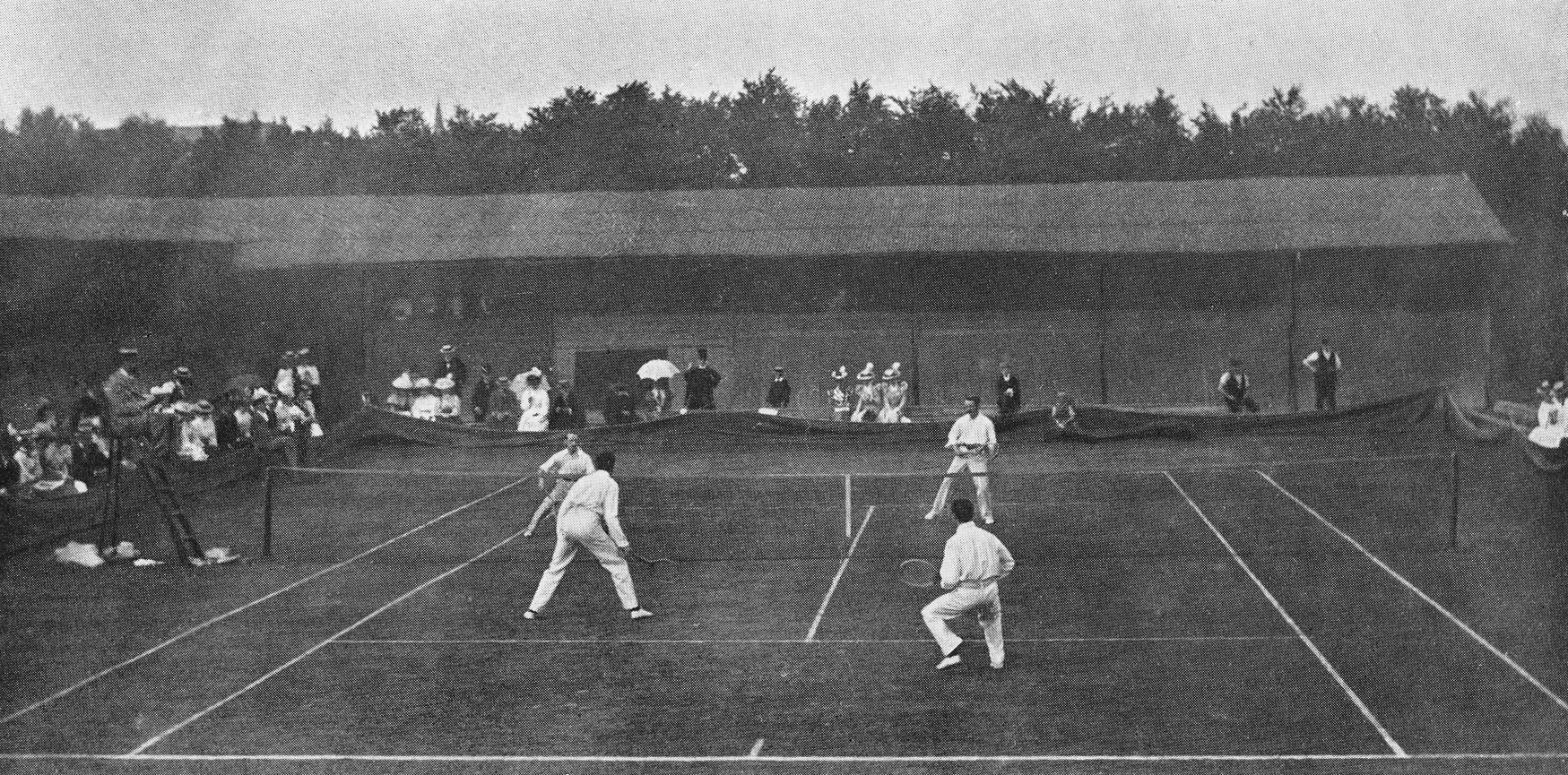
1897年大会

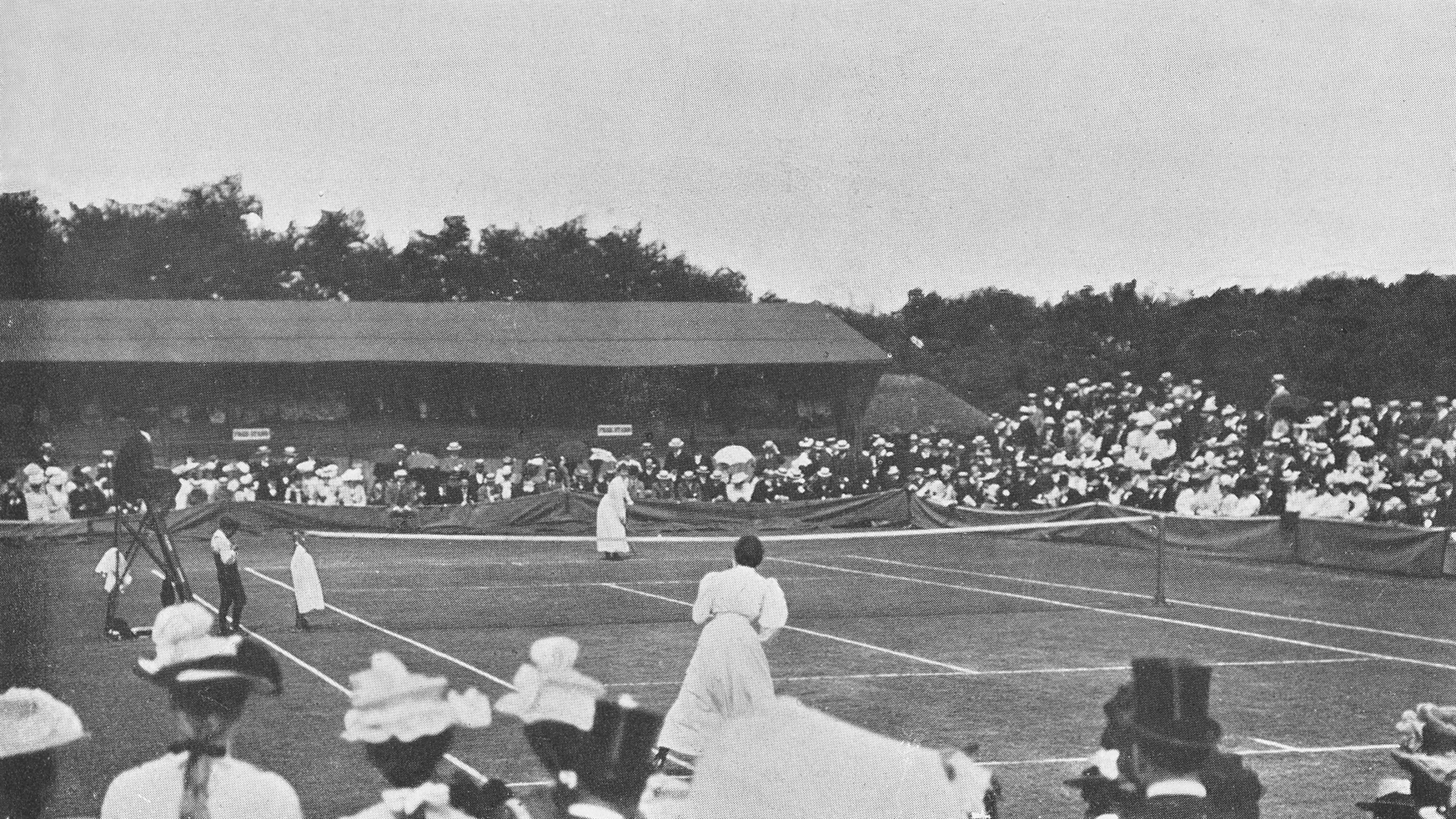
1901年大会の女子ファイナル

第1回大会は、センターコートに置いてあった芝生の手入れ用のローラー (en) が老朽化したため新しくする資金集めを目的に、1877年7月9日から始まった。種目は男子シングルスのみで、21人のアマチュア選手が出場した。このときに、コートの広さや得点方法など、さまざまなルールが決められた。初チャンピオンとなったスペンサー・ゴアには25ギニーのトロフィーが贈られた。
1884年に女子シングルスと、それまでオックスフォードで開催されていた全英男子ダブルスがウィンブルドンで開催されるようになった。1913年には、女子ダブルスと混合ダブルスが加えられ、1968年にはプロ選手の参加が認められた。
2009年にはセンターコートに引き込み式屋根 (retractable roof) が設置され、同年6月29日、ディナラ・サフィナ対アメリ・モレスモの試合において初めて使用された。屋根は午後4時39分より動き始め、4時46分までには完全に閉じられた。午後5時19分、屋根が閉じた後初めてのプレーがモレスモのサーブにより開始された。
2015年より、それまで2週間だった全仏オープンとの間隔が、初めて3週間に引き伸ばされて開催されることとなった。
2020年は新型コロナウイルスの感染拡大により中止された。大会中止は、第2次世界大戦後初のことだった。同年7月10日、オールイングランド・ローンテニス・クラブ（AELTC）は男子シングルスのシードについて、2021年から世界ランキングのみを基準にすると発表した。
2022年4月、大会を主催するAELTCは、ロシアによるウクライナ侵攻が勃発したことを受け、侵攻当事国のロシアと同国を支援するベラルーシの両国選手についてエントリーを拒否し、大会から除外することを発表した。これにより、当時の世界ランキング男子2位のダニール・メドベージェフ、同8位のアンドレイ・ルブレフ、女子4位のアリーナ・サバレンカなどが出場不可能となった。
これに対し、各運営団体や選手から非難の声が上がった。ATPとWTAは、決定を「国籍に基づく差別」「合意違反に当たる」として批判した。当時世界1位のノバク・ジョコビッチやOGのマルチナ・ナブラチロワ、ビリー・ジーン・キングなどが反対を明言した。侵攻されているウクライナの女子選手エリナ・スビトリナは、「出場禁止は望んでいないこと」とコメントしたが、同時に政治的踏み絵をさせるべきとした。排除対象となるロシア選手のうち、男子8位のアンドレイ・ルブレフは「完全な差別だ」と非難し、賞金寄付等の別の道を提言した。ダリア・カサトキナは「残念」「大会よりも人の命のほうが断然大事」と発言した。
5月20日、ATPおよびWTAは声明を発表し、ウィンブルドン選手権について「公平性を欠く」「あしき前例となる」と指摘し、世界ランキングのポイントを付与しないことを明らかにした。ITFも、車いす部門およびジュニア部門にポイントを付与しないとした。主催者は「とても残念でならない」との声明を出し、英政府が出した指針の影響が強かったと強調した。ポイント不付与もまた選手から不満の声があがった。また、結果として、大会4連覇を成し遂げたジョコビッチが7位に落ち、当時世界1位のロシア人選手であるダニール・メドベージェフを利するという皮肉になった。センターコート100周年ながら前代未聞の大会となった中、車いす男子シングルスでは国枝慎吾が制し、生涯グランドスラムを達成した。翌年以降は中立性を取り戻し、ポイント付与も復活した。

## 過去10年のシングルス優勝者
| 年   | 男子                 | 女子                     | 備考 |
| ---- | -------------------- | ------------------------ | --- |
| 2016 | アンディ・マリー     | セリーナ・ウィリアムズ   | マリーは3年ぶり2回目の優勝。 ウィリアムズが2年連続7回目の優勝。四大大会22回の優勝はグラフに並ぶオープン化以降最多の回数。 |
| 2017 | ロジャー・フェデラー | ガルビネ・ムグルサ       | フェデラーが、男子シングルス歴代最多優勝（8回目）。 ムグルサは初優勝。                                                    |
| 2018 | ノバク・ジョコビッチ | アンゲリク・ケルバー     | ジョコビッチは3年ぶり4回目の優勝。 ケルバーは初優勝。                                                                     |
| 2019 | ノバク・ジョコビッチ | シモナ・ハレプ           | ジョコビッチは2年連続5回目の優勝。 ハレプは初優勝。                                                                       |
| 2020 | 開催なし             | 開催なし                 | 開催なし |
| 2021 | ノバク・ジョコビッチ | アシュリー・バーティ     | ジョコビッチは大会3連覇。 バーティは豪女子選手として41年ぶりの優勝。                                                      |
| 2022 | ノバク・ジョコビッチ | エレーナ・リバキナ       | ジョコビッチが大会4連覇。 第17シード、23歳のリバキナは初優勝。                                                            |
| 2023 | カルロス・アルカラス | マルケタ・ボンドロウソバ | 20歳のアルカラスは21年ぶりにBIG4以外の優勝。 ボンドロウソバはノーシードでのグランドスラム初優勝。                         |
| 2024 | カルロス・アルカラス | バルボラ・クレイチコバ   | アルカラスは2年連続2回目の優勝。 クレイチコバは初優勝。                                                                   |
| 2025 | ヤニック・シナー     | イガ・シフィオンテク     | シナーは初優勝。 シフィオンテクは初優勝。                                                                                 |

## 記録

### 男子（1877年 - ）
| 記録名                                             | 時代       | 選手名                                        | 記録値 | 年代 |
| -------------------------------------------------- | ---------- | --------------------------------------------- | ------ | --- |
| シングルス 最多優勝回数                            | 1968年以前 | ウィリアム・レンショー                        | 7回    | 1881年 - 1886年、1889年                                                                                 |
| シングルス 最多優勝回数                            | 1968年以後 | ロジャー・フェデラー                          | 8回    | 2003年 - 2007年、2009年、2012年、2017年                                                                 |
| シングルス 最多連続優勝回数                        | 1968年以前 | ウィリアム・レンショー                        | 6回    | 1881年 - 1886年                                                                                         |
| シングルス 最多連続優勝回数                        | 1968年以後 | ビョルン・ボルグ                              | 5回    | 1976年 - 1980年                                                                                         |
| シングルス 最多連続優勝回数                        | 1968年以後 | ロジャー・フェデラー                          | 5回    | 2003年 - 2007年                                                                                         |
| ダブルス 最多優勝回数                              | 1968年以前 | レジナルド・ドハティー ローレンス・ドハティー | 8回    | 1897年 - 1901年、1903年 - 1905年                                                                        |
| ダブルス 最多優勝回数                              | 1968年以後 | トッド・ウッドブリッジ                        | 9回    | 1993年 - 1997年、2000年（いずれもマーク・ウッドフォード組）、 2002年 - 2004年（ヨナス・ビョークマン組） |
| ダブルス 最多連続優勝回数                          | 1968年以前 | レジナルド・ドハティー ローレンス・ドハティー | 5回    | 1897年 - 1901年                                                                                         |
| ダブルス 最多連続優勝回数                          | 1968年以後 | トッド・ウッドブリッジ マーク・ウッドフォード | 5回    | 1993年 - 1997年                                                                                         |
| 混合ダブルス 最多優勝回数                          | 1968年以前 | ケン・フレッチャー                            | 4回    | 1963年、1965年 - 1966年、1968年（マーガレット・スミス・コート組）                                       |
| 混合ダブルス 最多優勝回数                          | 1968年以前 | ビック・セイシャス                            | 4回    | 1953年 - 1956年（ドリス・ハート組で3回、シャーリー・フライ組で1回）                                     |
| 混合ダブルス 最多優勝回数                          | 1968年以後 | オーウェン・デビッドソン                      | 4回    | 1967年、1971年、1973年 - 1974年（いずれもビリー・ジーン・キング組）                                     |
| 最多優勝回数 （シングルス、ダブ ルス、混合の合計） | 1968年以前 | ウィリアム・レンショー                        | 14回   | 1880年 - 1889年（シングルス7回、ダブルス7回）                                                           |
| 最多優勝回数 （シングルス、ダブ ルス、混合の合計） | 1968年以後 | トッド・ウッドブリッジ                        | 9回    | 1993年 - 2004年（ダブルス9回）                                                                          |

### 優勝回数ランキング
| 選手                   | 回数 |
| ---------------------- | ---- |
| ロジャー・フェデラー   | 8    |
| ウィリアム・レンショー | 7    |
| ピート・サンプラス     | 7    |
| ノバク・ジョコビッチ   | 7    |
| ローレンス・ドハティー | 5    |
| ビヨン・ボルグ         | 5    |

### 女子（1884年 - ）
| 記録名                                             | 時代       | 選手名                                      | 記録値 | 年代 |
| -------------------------------------------------- | ---------- | ------------------------------------------- | ------ | --- |
| シングルス 最多優勝回数                            | 1968年以前 | ヘレン・ウィルス・ムーディ                  | 8回    | 1927年 - 1930年、1932年 - 1933年、1935年、1938年 |
| シングルス 最多優勝回数                            | 1968年以後 | / マルチナ・ナブラチロワ                    | 9回    | 1978年 - 1979年、1982年 - 1987年、1990年 |
| シングルス 最多連続優勝回数                        | 1968年以前 | スザンヌ・ランラン                          | 5回    | 1919年 - 1923年 |
| シングルス 最多連続優勝回数                        | 1968年以後 | / マルチナ・ナブラチロワ                    | 6回    | 1982年 - 1987年 |
| ダブルス 最多優勝回数                              | 1968年以前 | エリザベス・ライアン                        | 12回   | 1914年（アグネス・モートン組）、1919年 - 1923年、1925年（スザンヌ・ランラン組）、1926年（メアリー・ブラウン組）、 1927年、1930年（ヘレン・ウィルス・ムーディ組）、1933年 - 1934年（シモーヌ・マチュー組） |
| ダブルス 最多優勝回数                              | 1968年以前 | ビリー・ジーン・キング                      | 10回   | 1961年 - 1962年（カレン・サスマン組）、1965年（マリア・ブエノ組）、 1967年 - 1968年、1970年 - 1971年、1973年（ロージー・カザルス組）、1972年（ベティ・ストーブ組）、1979年（マルチナ・ナブラチロワ組）    |
| ダブルス 最多優勝回数                              | 1968年以後 | / マルチナ・ナブラチロワ                    | 7回    | 1976年（クリス・エバート組）、1979年（ビリー・ジーン・キング組）、1981年 - 1984年、1986年（パム・シュライバー組）                                                                                         |
| ダブルス 最多連続優勝回数                          | 1968年以前 | スザンヌ・ランラン エリザベス・ライアン     | 5回    | 1919年 - 1923年 |
| ダブルス 最多連続優勝回数                          | 1968年以後 | / マルチナ・ナブラチロワ パム・シュライバー | 4回    | 1981年 - 1984年 |
| ダブルス 最多連続優勝回数                          | 1968年以後 | / ナターシャ・ズベレワ                      | 4回    | 1991年（ラリサ・ネーランド）、1992年 - 1994年（ジジ・フェルナンデス） |
| 混合ダブルス 最多優勝回数                          | 1968年以前 | エリザベス・ライアン                        | 7回    | 1919年、1921年、1923年（ランドルフ・ライセット組）、1927年（フランシス・ハンター組）、 1928年（パトリック・スペンス組）、 1930年（ジャック・クロフォード組）、1932年（エンリケ・マイヤー組）              |
| 混合ダブルス 最多優勝回数                          | 1968年以後 | / マルチナ・ナブラチロワ                    | 4回    | 1985年（ポール・マクナミー）、1993年（マーク・ウッドフォード）、1995年（ジョナサン・スターク）、2003年（リーンダー・パエス）                                                                              |
| 最多優勝回数 （シングルス、ダブ ルス、混合の合計） | 1968年以前 | ビリー・ジーン・キング                      | 20回   | 1961年 - 1979年（シングルス6回、ダブルス10回、混合4回） |
| 最多優勝回数 （シングルス、ダブ ルス、混合の合計） | 1968年以前 | エリザベス・ライアン                        | 19回   | 1914年 - 1934年（ダブルス12回、混合7回） |
| 最多優勝回数 （シングルス、ダブ ルス、混合の合計） | 1968年以後 | / マルチナ・ナブラチロワ                    | 20回   | 1976年 - 2003年（シングルス9回、ダブルス7回、混合4回） |

### その他
| 記録名                                              | 選手名                                                                           | 記録値              | 年代 |
| --------------------------------------------------- | -------------------------------------------------------------------------------- | ------------------- | --- |
| シングルス最多勝利数（男子）                        | ロジャー・フェデラー                                                             | 101勝               | 2001年 - |
| シングルス最多勝利数（女子）                        | / マルチナ・ナブラチロワ                                                         | 120勝               | 1973年 - 2004年 |
| シングルス最多決勝進出回数（男子）                  | ロジャー・フェデラー                                                             | 12回                | 2003年 - |
| シングルス最多決勝進出回数（女子）                  | ブランチ・ビングリー                                                             | 13回                | 1885年 - 1901年 |
| 最多試合数（男子）                                  | ジャン・ボロトラ                                                                 | 223戦               | 1922年 – 1939年、1948年 – 1964年 |
| 最多試合数（女子）                                  | / マルチナ・ナブラチロワ                                                         | 326戦               | |
| シングルス最多準優勝回数 （男子・女子）             | ブランチ・ビングリー                                                             | 7回                 | 1885年、1887年 - 1888年、1891年 - 1893年、1901年 |
| シングルス最多準優勝回数 （男子・女子）             | クリス・エバート                                                                 | 7回                 | 1973年、1978年 - 1980年、1982年、1984年 - 1985年 |
| 優勝者の最低世界ランキング （男子）                 | ゴラン・イワニセビッチ                                                           | 125位               | 2001年 |
| ワイルドカード（主催者推薦） の優勝者（男子・女子） | ゴラン・イワニセビッチ                                                           |                     | 2001年 |
| 優勝者の最低世界ランキング（女子）                  | ビーナス・ウィリアムズ                                                           | 31位 （第23シード） | 2007年 |
| 最年少優勝者（男子）                                | ボリス・ベッカー                                                                 | 17歳                | 1985年 |
| 最年少優勝者（女子シングルス）                      | ロッティ・ドッド                                                                 | 15歳                | 1887年 |
| 最年少優勝者（女子ダブルス）                        | マルチナ・ヒンギス                                                               | 15歳                | 1996年 |
| 最長試合時間決勝戦（男子）                          | ジョン・マッケンロー ミヒャエル・シュティヒ 対 ジム・グラブ リッチー・レネバーグ | 5時間1分            | 1992年、男子ダブルス |
| 最長試合時間（男子）                                | ジョン・イスナー 対 ニコラ・マユ                                                 | 11時間5分           | 2010年、男子シングルス ―最終第5セットがゲームカウント59-59で2日目の日没サスペンデッド（中断）となった。第5セットは最終的に70-68となりイスナーが勝利した。 |
| 最多ゲーム数決勝戦（男子）                          | ジョン・マッケンロー ミヒャエル・シュティヒ 対 ジム・グラブ リッチー・レネバーグ | 83ゲーム            | 1992年、男子ダブルス |
| 最多ゲーム数（男子）                                | ジョン・イスナー 対 ニコラ・マユ                                                 | 183ゲーム           | 2010年、男子シングルス |
| 最長試合時間決勝戦（女子）                          | リンゼイ・ダベンポート 対 ビーナス・ウィリアムズ                                 | 2時間45分           | 2005年、女子シングルス |

## 優勝者一覧
- ウィンブルドン選手権男子シングルス優勝者一覧
- ウィンブルドン選手権女子シングルス優勝者一覧
- ウィンブルドン選手権男子ダブルス優勝者一覧
- ウィンブルドン選手権女子ダブルス優勝者一覧
- ウィンブルドン選手権混合ダブルス優勝者一覧
- 全英オープン (車いすテニス)

## 日本人出場選手
日本人選手がいつごろから参加したのかは不明。1920年には清水善造が日本人初のウィンブルドン出場選手としてオールカマー制度の決勝（現準決勝）に進出、翌1921年にはオールカマー制度準決勝進出、世界４位になる。1931年に全仏選手権でベスト4に進出した佐藤次郎がウィンブルドンでベスト８に進出し、翌1932年にはベスト４進出、1933年にはシングルでベスト４、布井良助と組んだダブルスでは決勝進出して世界３位になる。1934年には三木龍喜が混合でイギリス人のドロシー・ラウンドと組んで優勝、４大大会日本人初のタイトルとなる。
戦後は、1954年に加茂幸子が日本女子選手として初出場し、シングルス３回戦まで進出した。1969年に沢松和子が全仏選手権とともにジュニアで優勝、1975年には日系米国人のアン・キヨムラと組んでダブルスで優勝。1995年に松岡修造が日本男子62年ぶりのベスト８進出、翌1996年に伊達公子が日本女子初のベスト４進出。2000年には全米選手権で優勝した杉山愛とフランス人のジュリー・アラール・デキュジスペアが準優勝。杉山は2002年にベルギーのキム・クライシュテルスと組んで準優勝、同ペアは翌2003年に全仏、ウィンブルドンともに優勝した。2004年に杉山はシングルで日本女子史上2人目のベスト8進出。近年では錦織圭が2008年に初出場、2018年、2019年にベスト8となった。

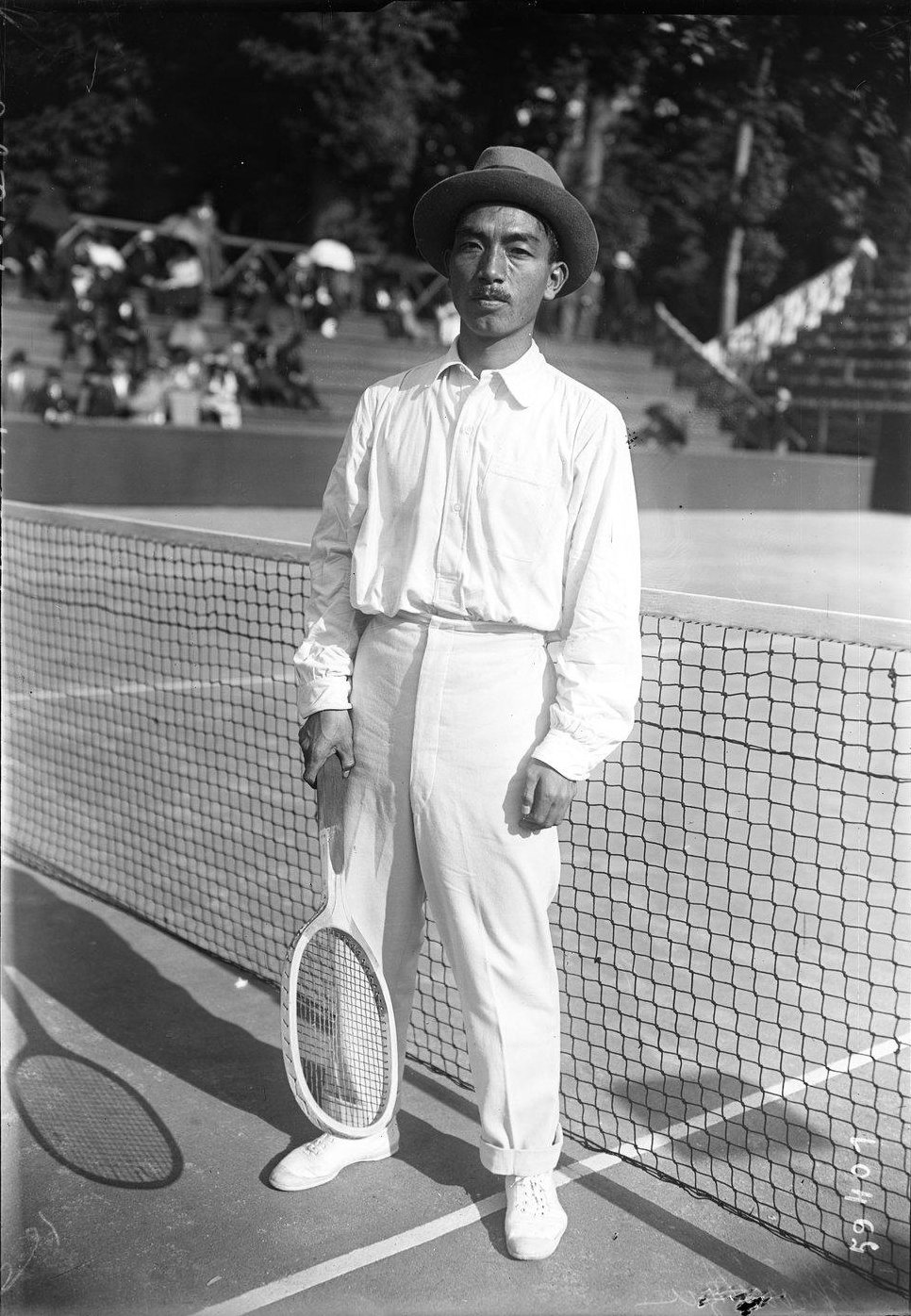
清水善造
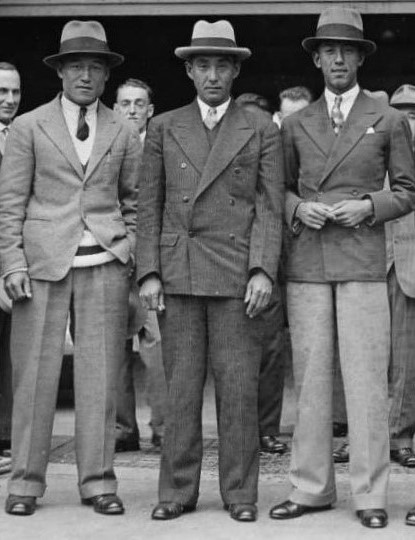
佐藤次郎(左)と布井良助（右）
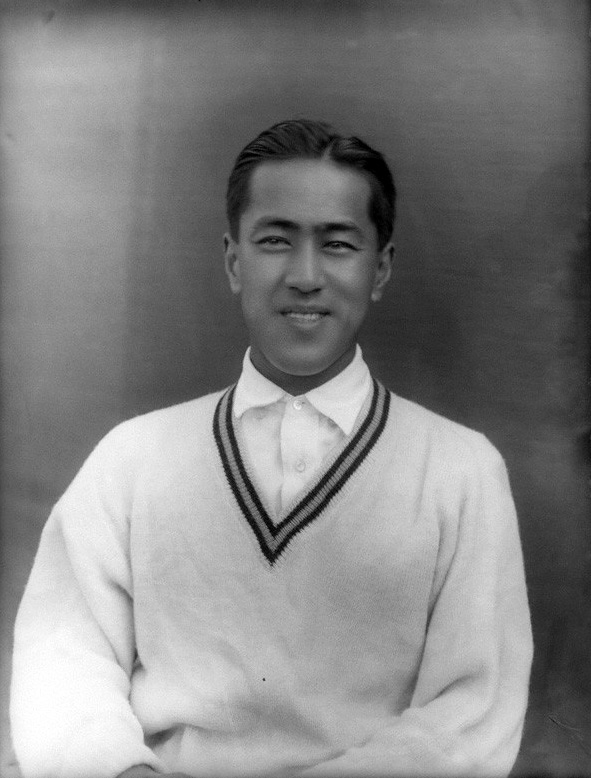
三木龍喜
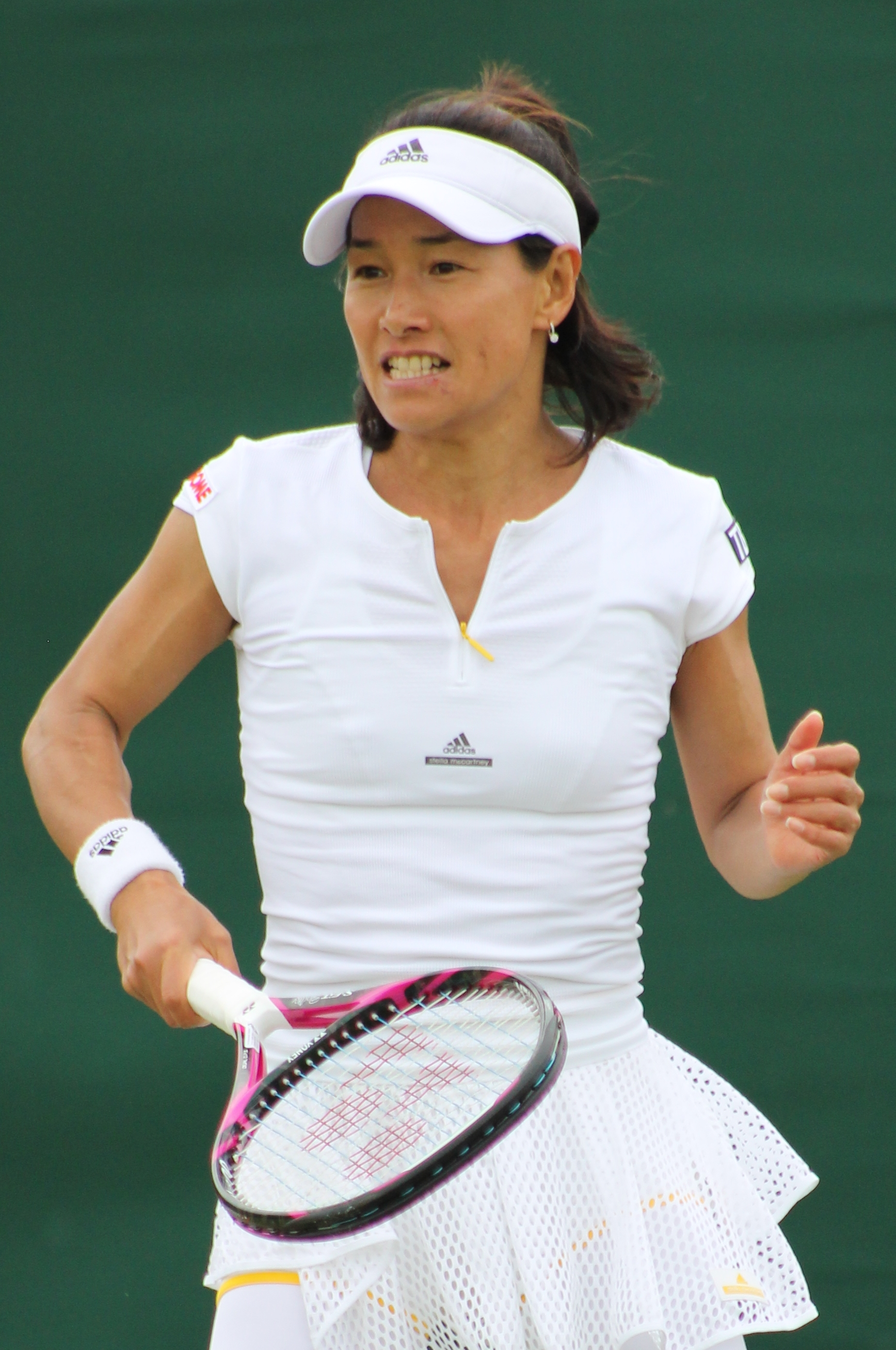
伊達公子
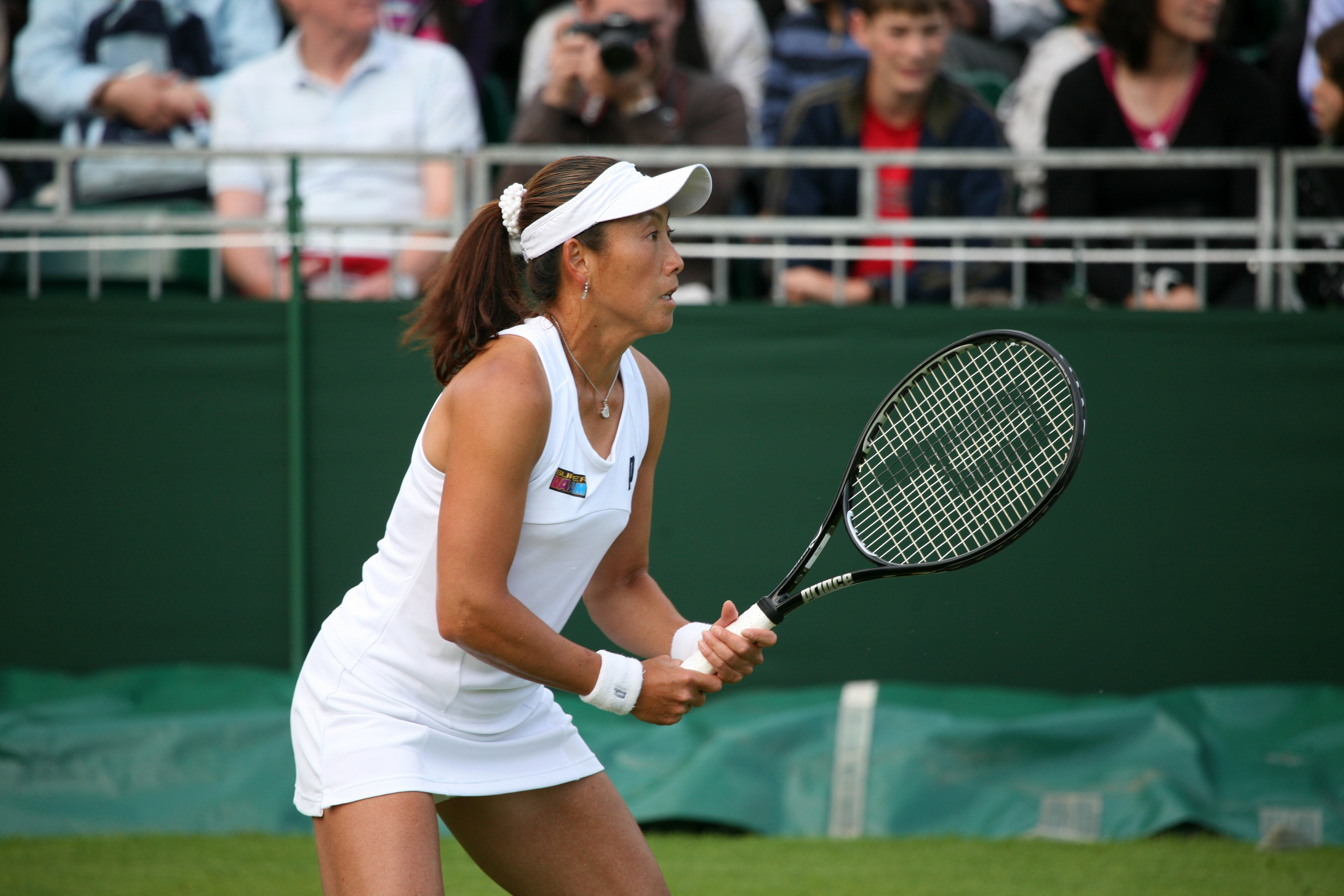
杉山愛
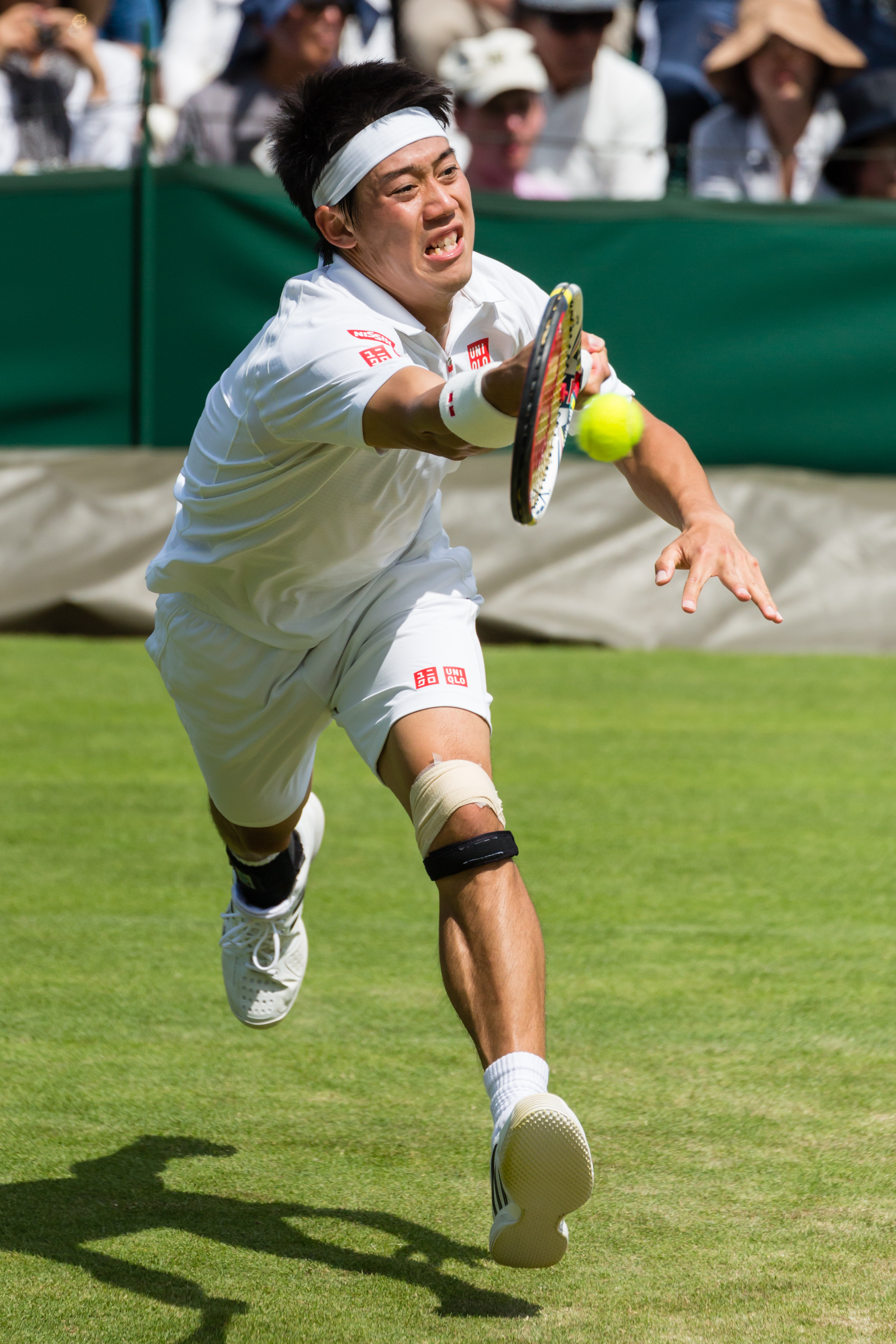
錦織圭

## テレビ放送
BBCが1937年からウィンブルドン選手権の放送を担当しており、2005年の実績では全チャンネルで約900時間を放送した。また、決勝戦は必ず試合終了まで生中継しなければならない。
2024年現在、日本ではWOWOWが衛星放送権を、NHKが地上波放送権を持つ
過去の放送権については、日本ではシングルスはテレビ朝日（～1986年。当時の放送時間は準決勝までは深夜枠にて、女子のシングルス決勝は土曜日のニュース最終版終了後の深夜枠にて衛星中継、男子シングルス決勝は「日曜洋画劇場」を休止して衛星生中継で放送していた。途中ニュース最終版などの挿入による中断あり）→NHK（1987年以降～）、ダブルスはGAORAで長年放送されていた。シングルスはNHKデジタル衛星ハイビジョンで全日程生中継され2003年まではNHK衛星第1テレビ（年によっては衛星第2テレビ）でも大半の試合を生中継していたが、年々NHKがウィンブルドン放送を担当する時間は大幅に減少していき2008年からはNHKに替わってWOWOWがウインブルドンの衛星放送権を獲得している。
NHKは地上波総合テレビのみでの放送となり、毎日24時台～4時15分の日付起点時間までの終夜体制で録画中継を行う。生中継は一旦廃止されたものの2012年から男子シングルス決勝と女子シングルス決勝の生中継が復活した。また大会終了から1週間後に衛星第1でシングルスの決勝戦を2時間程度にまとめた録画版を放送している（2009年の男子は試合が長引いたので3時間程度のものになった）。
原則、総合テレビでの放送だが、FIFAワールドカップなどのスポーツ中継（2010年、2014年）との重複、大雨などの自然災害による突発的な特番（2023年）、参議院議員通常選挙の政見放送などの事由で総合テレビで中継が出来ない場合は、教育テレビ（現Eテレ）で放送を行う場合もある。
2015年は通常の中継の他、インターネットでも配信を行った。また、2022年からはNHKプラスによるインターネットでの同時配信も行われている。なお、日本勢の注目の試合についてはサブチャンネル「マルチ編成」を活用して放送する場合がある。

## トロフィー

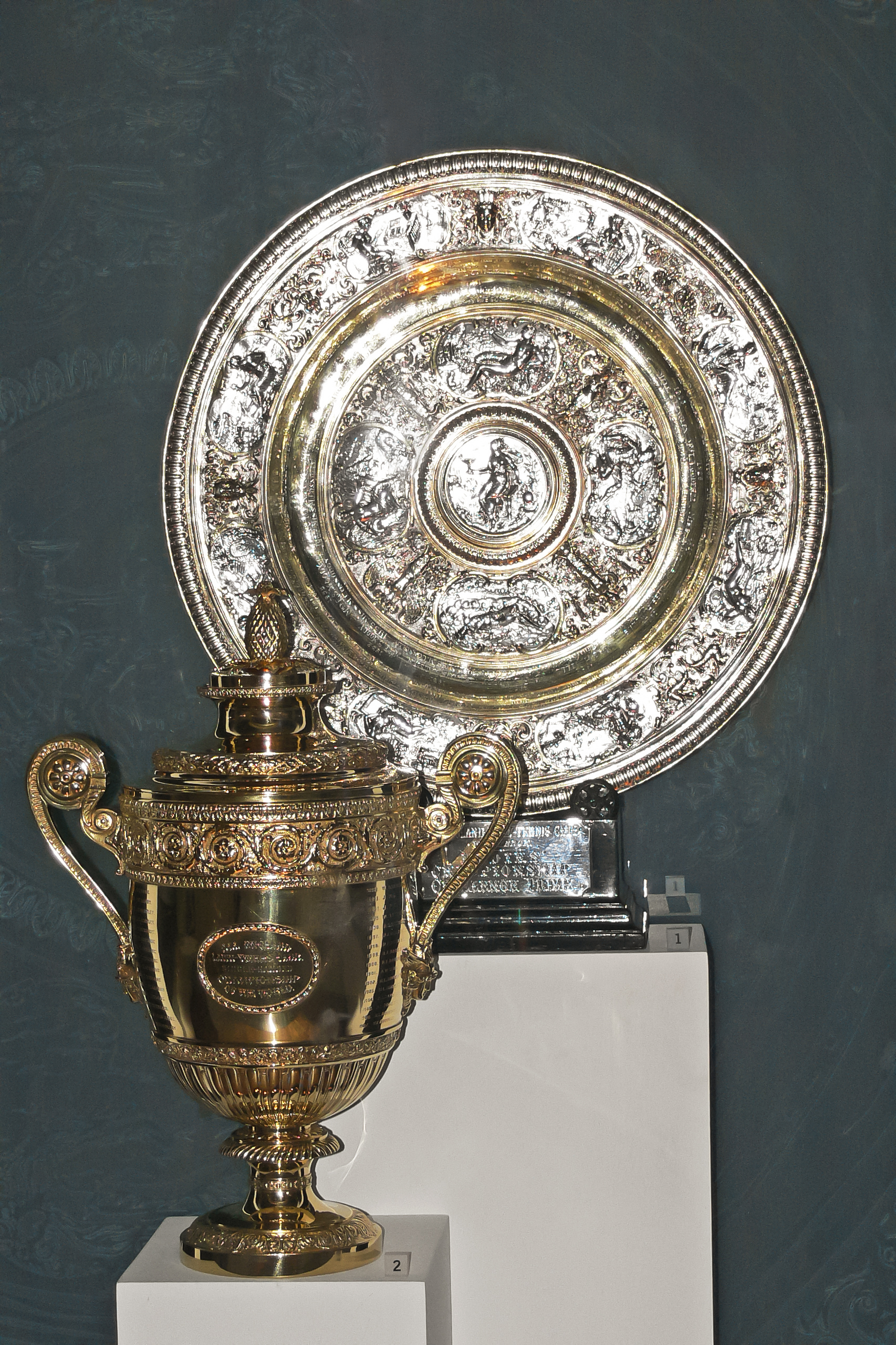
ウィンブルドントロフィー

男子シングルスの優勝トロフィースターリングシルバー製の高さ18.5インチ（約47cm）、直径7.5インチ（約19cm）のカップが1887年以来授与されている。実物はオールイングランドクラブの所有物でありオールイングランドクラブの博物館に保管されているため、優勝者に授与されるのは実物の3/4の大きさ（高さ13.5インチ）の、過去の全ての優勝者の名前を刻印したカップである。
女子シングルスの優勝トロフィーは1886年以来スターリングシルバー製の直径約18.75インチ（約48cm）大皿「ヴィーナス・ローズウォーター・ディッシュ」(en)（略称：ローズウォーター・ディッシュ）である。男子シングルの優勝カップ同様に現物はオールイングランドクラブの所有物でありオールイングランドクラブの博物館に保管されているため、優勝者に授与されるのは過去の全ての優勝者の名前が刻印されたミニチュアのレプリカである。 レプリカの直径は1949年から2006年までは8インチで、2007年以降は実物の3/4の大きさの13.5インチである。
男子ダブルス、レディースダブルス、ミックスダブルスの優勝者はシルバーカップを受け取る。ダブルスの優勝デュオ1組に対し一つのトロフィーが与えられる他の世界四大大会とは違い、優勝デュオの各個人に一つずつトロフィーが授与される。男子ダブルスの優勝カップは元々はオックスフォード大学のローンテニスクラブの物で1884年にオールイングランドクラブに寄付された。女子ダブルスの優勝カップは1949年に当時のケント公爵夫人からオールイングランドクラブに下賜されたため「ケント公爵夫人のカップ」と呼ばれている。ミックスダブルスの優勝カップはシドニー・スミスの家族によってオールイングランドクラブに贈呈された。これらの優勝トロフィーは数か月間オールイングランドクラブの博物館に展示される。
各部門の準優勝者には銀製の銘板が贈られる。各トロフィーは通常はオールイングランドクラブの長であるケント公によって授与される。

## 優勝賞金（男女シングルス）
| 年     | 金額            | 金額            |          |
| 年     | 男子            | 女子            |          |
| ------ | --------------- | --------------- | -------- |
| 1989年 | 19万0000ポンド  | 17万1000ポンド  |          |
| 1990年 | 23万0000ポンド  | 20万7000ポンド  |          |
| 1991年 | 24万0000ポンド  | 21万6000ポンド  |          |
| 1992年 | 26万5000ポンド  | 24万0000ポンド  |          |
| 1993年 | 30万5000ポンド  | 27万5000ポンド  |          |
| 1994年 | 34万5000ポンド  | 31万0000ポンド  |          |
| 1995年 | 36万5000ポンド  | 32万8000ポンド  |          |
| 1996年 | 39万2500ポンド  | 35万3000ポンド  |          |
| 1997年 | 41万5000ポンド  | 37万3500ポンド  |          |
| 1998年 | 43万5000ポンド  | 39万1500ポンド  |          |
| 1999年 | 45万5000ポンド  | 40万9500ポンド  |          |
| 2000年 | 47万7500ポンド  | 43万0000ポンド  |          |
| 2001年 | 50万0000ポンド  | 46万2500ポンド  |          |
| 2002年 | 52万5000ポンド  | 48万6000ポンド  |          |
| 2003年 | 57万5000ポンド  | 53万5000ポンド  |          |
| 2004年 | 60万2500ポンド  | 56万0500ポンド  |          |
| 2005年 | 63万0000ポンド  | 60万0000ポンド  |          |
| 2006年 | 65万5000ポンド  | 62万5000ポンド  |          |
| 2007年 | 70万0000ポンド  | 70万0000ポンド  |          |
| 2008年 | 75万0000ポンド  | 75万0000ポンド  |          |
| 2009年 | 85万0000ポンド  | 85万0000ポンド  |          |
| 2010年 | 100万0000ポンド | 100万0000ポンド |          |
| 2011年 | 110万0000ポンド | 110万0000ポンド |          |
| 2012年 | 115万0000ポンド | 115万0000ポンド |          |
| 2013年 | 160万0000ポンド | 160万0000ポンド |          |
| 2014年 | 176万0000ポンド | 176万0000ポンド |          |
| 2015年 | 188万0000ポンド | 188万0000ポンド |          |
| 2016年 | 200万0000ポンド | 200万0000ポンド |          |
| 2017年 | 220万0000ポンド | 220万0000ポンド |          |
| 2018年 | 225万0000ポンド | 225万0000ポンド |          |
| 2019年 | 235万0000ポンド | 235万0000ポンド |          |
| 2020年 | 開催なし        | 開催なし        | 開催なし |
| 2021年 | 170万0000ポンド | 170万0000ポンド |          |